# Obrium brunneum
Obrium brunneum је врста инсекта из реда тврдокрилаца (Coleoptera) и породице стрижибуба. Сврстана је у потпородицу Cerambycinae.

## Распрострањеност
Врста је распрострањена на подручју Европе, Мале Азије, Јужног Кавказа, Кавказа и Ирана. У Србији је ретка врста.

## Опис
Тело је црвенкастобраон или жућкастобраон боје, само су очи црне. Тело и покрилца су покривени кратким жућкастим длакама. Пронотум је цилиндричан, дужи него шири. Није гладак, већ са густом пунктуром (за разлику од врсте Obrium cantharinum где је пронотум гладак). Потиљак мужјака је једнак, а код женки много шири, од ока. Антене су дуге, код мужјака много дуже а код женки нешто дуже од тела. Дужина тела је од 4 до 7 mm.
- пронотум

## Биологија
Животни циклус траје годину дана. Ларве се развијају у мртвим гранама и гранчицама и тањим стаблима. Адулти су активни од маја до јула и срећу се на цвећу. Као домаћин јављају се различите врсте четинара (јела, смрча, бор и ариш).

## Статус заштите
Obrium brunneum се налази на Европској црвеној листи сапроксилних тврдокрилаца.

## Синоними
- Saperda brunnea Fabricius, 1793
- Obrium caucasicum Tournier, 1872